# Walther Schwieger
Walther Schwieger (Berlino, 7 aprile 1885 – Terschelling, 5 settembre 1917) è stato un militare tedesco, ufficiale della Marina imperiale tedesca e comandante di U-Boot durante la prima guerra mondiale.
Nel 1915 affondò la nave passeggeri RMS Lusitania con la perdita di 1.198 vite.

## Carriera militare

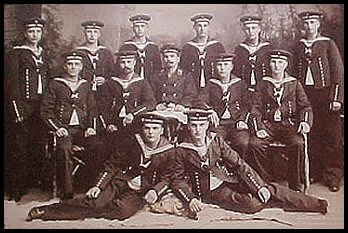
Schwieger (in basso a destra) in una fotografia di gruppo del 1906 di studenti della divisione siluri

Nel 1903 entrò a far parte della Marina imperiale tedesca e dal 1911 in poi prestò servizio sui sommergibili. Nel 1912 assunse il comando del sommergibile U-14. Dopo lo scoppio della prima guerra mondiale nel 1914 fu promosso a Kapitänleutnant e gli fu dato il comando dell'U-20.
Il 7 maggio 1915 Schwieger si rese responsabile dell'affondamento della nave passeggeri RMS Lusitania, fatto che portò alla morte di 1.198 persone; l'affondamento fu poi preso a pretesto nel 1917 per l'ingresso degli Stati Uniti nella prima guerra mondiale. Schwieger silurò anche la SS Hesperian il 4 settembre 1915 e la SS Cymric l'8 maggio 1916. Il 31 maggio 1917, il suo U-Boot U-88 affondò il Miyazaki Maru durante il viaggio di quella nave da Yokohama a Londra, causando la perdita di otto vite.
Il 30 luglio fu insignito della Pour le Mérite, massima onorificenza dell'Impero tedesco.
Schwieger fu ucciso in azione il 5 settembre 1917, quando il suo U-boot U-88 colpì una mina navale britannica e affondò a nord di Terschelling nella posizione 53° 57′ N, 4 ° 55′ E con la perdita di tutto l'equipaggio.
Durante la sua carriera in guerra, Schwieger comandò tre diversi sommergibili per un totale di 34 missioni di combattimento. Affondò 49 navi per un totale di 185.212 tonnellate di stazza lorda; per tonnellaggio affondato fu il settimo comandante di U-Boot di maggior successo della prima guerra mondiale.

## Nella cultura di massa
Walther Schwieger compare come personaggio nel docudrama Lusitania: Terror At Sea del 2007, dove è interpretato dall'attore Florian Panzner.